# Lucy in the Sky with Diamonds
"Lucy in the Sky with Diamonds" är en låt från 1967 med text och musik av John Lennon och Paul McCartney. Det är den tredje låten på The Beatles album Sgt. Pepper's Lonely Hearts Club Band.
Enligt gruppen inspirerades låten av en teckning gjord av John Lennons son Julian, föreställande bänkkamraten Lucy O'Donnell, och han skulle sedan inför sin far ha sagt att "detta är Lucy i himlen med diamanter". Låten blev dock snabbt kontroversiell då dess titels initialer blir LSD, och den anklagades snart för att hylla den psykedeliska drogen. BBC påstods länge ha bannlyst den från sina medier, men av låtarna på albumet var det bara avslutningslåten "A Day in the Life" som påverkades.
Drogkopplingen dementerades länge av bandmedlemmarna. Paul McCartney talade dock 2004 ut om sitt och de andras drogbruk och medgav då att det var uppenbart att titeln syftat på drogen.
Texten är även inspirerad av Lewis Carrolls böcker om Alice i Underlandet.
Låten spelas i filmerna Yellow Submarine, Sgt. Pepper's Lonely Hearts Club Band, I Am Sam och Across the Universe.
1974 spelades sången in och släpptes på singel av Elton John.

## Övrigt
Kvarlevorna av ett australopithecus afarensis-skelett som påträffades 1974 fick namnet Lucy, då arkeologerna under utgrävningen i Hadar i Afar, Etiopien, spelade låten.